# کنوبها
کنوبها یا کنوث (Knowth, ‎/ˈnaʊθ/‎; ایرلندی: Cnóbha)یک یادمان ماقبل تاریخ در نزدیکی رود بوین در شهرستان میث، ایرلند جنوبی است. این محل دارای یک گور معبری بزرگ است که از هفده قبر کوچکتر تشکیل شده و در اروپای دوران نوسنگی حدود سده ۳۲ (پیش از میلاد) ساخته شده است. این مجموعه از بزرگ‌ترین آثار هنر سنگی باستانی در اروپاست. کنوث بخشی از آرامگاه‌های دره بوین برشمرده می‌شود و در فهرست میراث جهانی در ایرلند به ثبت جهانی یونسکو رسیده است.
پس از دوره اولیه استفاده، دانش ساخت آن به تدریج منسوخ شد، اگرچه این منطقه همچنان محلی برای فعالیت آیینی در  عصر برنز بود. در  اوایل قرون وسطی، یک اقامتگاه سلطنتی در بالای تپه بزرگ ساخته شد، که تختگاه  پادشاهان کنوث بود. باستان‌شناس جورج اوگان تحقیقات گسترده‌ای در این سایت از دهه ۱۹۶۰ تا ۱۹۸۰ انجام داد و بخش‌هایی از این بنای یادبود بازسازی شد.